# Dirty Work (canción de Aespa)
«Dirty Work» es una canción grabada por el grupo surcoreano femenino Aespa. Fue publicado el 27 de junio de 2025 por SM Entertainment. La música de la canción fue compuesta por Evan Blair, Taylor Upsahl, Elijah Noll e Imlay; la letra fue escrita por Jeong Mool-hwa de JamFactory.

## Antecedentes
El 15 de mayo de 2025, SM Entertainment reveló que Aespa haría su regreso en junio del mismo año. El 5 de junio, Aespa anunció que regresaría con el sencillo «Dirty Work» el 27 de junio. El 9 de junio publicaron un video de interpretación en colaboración con Apple, filmado en su totalidad con un iPhone 16 Pro. El tráiler del video musical fue publicado el 26 de junio.

## Composición
«Dirty Work» fue descrita como una canción de género dance y hip hop que contiene bajos sintetizados. Según el crítico Hwang Seon-eop, la canción «rompe con la textura mecánica» que el grupo tuvo presente en la composición de sus sencillos anteriores «Supernova» y «Whiplash».

## Promoción
El 4 de julio, Aespa se presentó en el Music Bank donde interpretaron la canción. Dos días después, se presentaron en Inkigayo donde ganaron su primera victoria en un programa musical surcoreano. El 10 de julio se presentaron en M Countdown donde consiguieron su segunda victoria. Al día siguiente volvieron a presentarse en Music Bank. El 12 de julio hicieron una presentación en Show! Music Core, donde lograron su tercera victoria. Al día siguiente lograron su cuarta victoria en Inkigayo.

### Victorias en programas musicales
| Programa         | Fecha               | Ref.   |
| ---------------- | ------------------- | ------ |
| Inkigayo         | 6 de julio de 2025  | [ 8 ]  |
| Inkigayo         | 13 de julio de 2025 | [ 12 ] |
| M Countdown      | 10 de julio de 2025 | [ 9 ]  |
| Show! Music Core | 12 de julio de 2025 | [ 11 ] |

## Rendimiento comercial
Previo a su lanzamiento, «Dirty Work» registró más de 1,01 millones de pedidos en preventas. Tras haber sido publicado, «Dirty Work» llegó a la posición #2 en la lista surcoreana Circle Digital Chart. Su versión física se posicionó en la máxima posición de Circle Album Chart vendiendo 872 842 copias. También debutó en el puesto n.º 62 del Philippines Hot 100 de Billboard Philippines en la semana del 12 de julio de 2025.

## Video musical
El video musical de «Dirty Work», dirigido por Oui Kim, fue estrenado junto con el sencillo el 27 de junio de 2025 a través de la página de YouTube de SM Town. Un tráiler del videoclip fue lanzado previamente un día antes. Fue grabado en colaboración con Hyundai Steel en su planta siderúrgica surcoreana ubicada en Dangjin y contó con la participación de 225 figurantes.

## Lista de canciones
| «Dirty Work» — Descarga digital y streaming |                                  |                                      |                                            |             |          |  |
| N.º                                         | Título                           | Letras                               | Música                                     | Arreglos    | Duración |  |
| 1.                                          | «Dirty Work»                     | Jeong Mool-hwa                       | Evan Blair Taylor Upsahl Elijah Noll Imlay | Blair Imlay | 3:00     |  |
| 2.                                          | «Dirty Work» (con Flo MIlli)     | Blair Upsahl Noll Tamia Carter Jeong | Blair Upsahl Noll Carter Imlay             | Blair Imlay | 3:00     |  |
| 3.                                          | «Dirty Work» (versión en inglés) | Blair Upsahl Noll Imlay              | Blair Upsahl Noll Imlay                    | Blair Imlay | 3:00     |  |
| 4.                                          | «Dirty Work» (inst.)             |                                      |                                            |             | 3:00     |  |
| 12:00                                       |                                  |                                      |                                            |             |          |  |

| «Dirty Work» — Video bonus de Apple Music |                                     |          |  |
| N.º                                       | Título                              | Duración |  |
| 5.                                        | «Dirty Work» (video de performance) | 1:52     |  |
| 13:52                                     |                                     |          |  |

| «Dirty Work» — CD |                      |          |  |
| N.º               | Título               | Duración |  |
| 1.                | «Dirty Work»         | 3:00     |  |
| 2.                | «Dirty Work» (inst.) | 3:00     |  |
| 6:00              |                      |          |  |

| «Dirty Work» — EP de remezclas |                                   |          |  |
| N.º                            | Título                            | Duración |  |
| 1.                             | «Dirty Work» (remezcla de RayRay) | 3:21     |  |
| 2.                             | «Dirty Work» (remezcla de Arkins) | 3:16     |  |
| 3.                             | «Dirty Work» (remezcla de 2Spade) | 2:57     |  |
| 4.                             | «Dirty Work»                      | 3:00     |  |
| 12:34                          |                                   |          |  |

## Créditos y personal
Créditos adaptados de las notas del disco.
- SM Big Shot – grabación, edición, mezcla
- SM Yellow Tail – grabación
- SM Wavelet – grabación
- SM Droplet – grabación

Personal
- Aespa – voces, segunda voz
- Jeong Mool-hwa – letras
- Evan Blair – composición
- Taylor Upsahl – composición, segunda voz
- Elijah Noll – composición
- Imlay – composición
- Saay – dirección vocal, segunda voz
- Lee Min-kyu – grabación, edición, mezcla
- Noh Min-ji – grabación
- Kang Eun-ji – grabación
- Kim Joo-hyun – grabación

## Posicionamiento en listas
| Lista (2025)                         | Mejor posición |
| ------------------------------------ | -------------- |
| Corea del Sur (Circle)               | 2              |
| Corea del Sur (Circle) Versión en CD | 1              |
| Filipinas (Philippines Hot 100)      | 62             |
| Global 200 (Billboard)               | 5              |
| Hong Kong (Billboard)                | 2              |
| Indonesia (Billboard)                | 22             |
| Japón (Japan Hot 100)                | 4              |
| Japón (Oricon Combined Singles)      | 12             |
| Nueva Zelanda (RMNZ Hot Singles)     | 15             |
| Singapur (RIAS)                      | 8              |
| Taiwán (Billboard)                   | 1              |
| Vietnam (Vietnam Hot 100)            | 11             |

## Historial de lanzamiento
| Región        | Fecha               | Formato                    | Discográfica |
| ------------- | ------------------- | -------------------------- | ------------ |
| Varios        | 27 de junio de 2025 | Descarga digital streaming | SM Kakao     |
| Corea del Sur | 27 de junio de 2025 | CD                         | SM Kakao     |